# Arena México
La Arena México es un recinto deportivo de lucha libre profesional, ubicado en la colonia Doctores, Ciudad de México.  
Fue construida originalmente entre 1910 y 1920, para utilizarse como centro de espectáculos y funciones de boxeo. A partir de 1933, se empezó a darle uso para combates de lucha libre profesional, antes de su demolición en 1954, con la finalidad de reconstruirla para poder albergar a más fanáticos del antedicho deporte. Finalmente, se reinauguró el 27 de abril de 1956, estableciéndose como la sede del Consejo Mundial de Lucha Libre (anteriormente conocida como Empresa Mexicana de Lucha Libre).
Históricamente, la arena fue utilizada para la realización de los torneos de boxeo durante los Juegos Olímpicos de 1968.

## Historia

### 1910-1929: construcción e inicios
Entre 1910 y 1920, con ubicación en la calle Dr. Río de La Loza, de la Colonia Doctores, Ciudad de México, y teniendo el apoyo de grupo Modelo, se iniciaron las construcciones de un espacio que tendría la finalidad de utilizarse como escenario de usos múltiples y para eventos de boxeo. Con el nombre de «Arena Modelo», inicio sus funciones durante el transcurso de los años veinte, pero a finales de la misma década fue siendo abandonado.

### 1930-1954: primeras funciones de lucha libre profesional
En 1930, ya en completa desolación, el promotor de lucha libre profesional, Salvador Lutteroth, le dio uso al lugar para albergar los eventos de la Empresa Mexicana de Lucha Libre (EMLL), misma que él dirigía. El 21 de septiembre de 1933, organizó la primera función de lucha libre en la Arena Modelo, contando con la participación de luchadores como el mexicano Ciclón Mackey, los estadounidense Bobby Sampson y Yaqui Joe, entre otros.
El 12 de julio de 1935, la arena marcó una fecha histórica con el debut de la que se acredita como la primera luchadora profesional mexicana, Natalia Vázquez; no obstante, se tiene registro de que hubo encuentros de lucha libre entre mujeres en México previos a 1935, pero no se tienen datos exactos de quienes fueron las participantes, ni de quien pudo haber sido la verdadera primera luchadora profesional mexicana. Ese día, Natalia hizo equipo con la estadounidense Katherine Hart, para enfrentarse a las también extranjeras Teddy Myers y Mae Stein; Hart y Vázquez salieron victoriosas, y las cuatro hicieron historia al participar en la que en ese entonces fue la primera lucha de la Arena México que contó únicamente con deportistas femeninas.

### 1954-1956: derribamiento de laArena Modelo
A partir de la década de los cincuenta, la lucha libre mexicana comenzó a ganar popularidad, y la Arena Coliseo se había vuelto muy pequeña para la gran cantidad de personas que atraían sus funciones, por lo que para 1954, Lutteroth tomó la decisión de reconstruir el recinto para acondicionarla y poder aposentar a más fanáticos.
En 1954, la EMLL organizó una función de despedida en la arena, después de la cual de derribó el inmueble, al igual que algunas casas de los terrenos aledaños que fueron comprados para edificar el nuevo escenario.
Durante su construcción hubo dificultades. En esa época el Departamento del Distrito Federal se hallaba edificando el Auditorio Nacional y la Arena México era vista como una competencia directa para dicho inmueble. Siendo así, el entonces Regente del Distrito Federal, Ernesto P. Uruchurtu, ordenó que se realizara a una prueba de resistencia del cien por ciento a la Arena México, algo que nunca antes se había hecho con otro inmueble. Para cumplir con esta prueba, el personal de obras del Distrito Federal y elementos del Ejército Mexicano, colocaron una tonelada de costales de arena por metro cuadrado en el edificio, argumentando que el público asistente, al emocionarse y brincar, llegaba a duplicar su peso. La estructura resistió, haciendo alarde de la calidad de sus materiales y su diseño arquitectónico.

### 1956-2013:Arena Méxicoy evolución luchística
En 1956, se concluyó la construcción de la arena México y se convirtió en la arena más grande construida específicamente para lucha libre profesional. Su reinauguración tuvo lugar el 27 de abril de 1956, abriendo con un cartel que incluyó un encuentro entre Blue Demon y Rolando Vera contra El Santo y Médico Asesino. Un día después, el 28 de abril, el actor y comediante mexicano Cantinflas, acudió para presenciar la primera función de boxeo dentro del nuevo recinto. El 21 de septiembre, en el evento en festejo al 23 aniversario del EMLL, se llevó a cabo la primera lucha de máscara contra máscara entre El Santo y El Gladiador, donde el primero resultó triunfador y consiguió desenmascarar a Gladiador.
En 1968, fue seleccionada como la locación para la competencia de boxeo de los Juegos Olímpicos de México 1968. Ese año, se llevó a cabo una renovación en sus instalaciones para propiciar el entorno adecuado durante los Juegos Olímpicos. El 21 de septiembre de 1990, se suscito un evento en la arena conocido como la noche del guitarrazo, pues gracias a la confianza que se tenían y con intenciones de alebrestar a la multitud de fanáticos, justo antes de su combate de máscara contra máscara, Cien Caras le rompió una guitarra en la cabeza a Rayo de Jalisco Jr. para generar reacción; ambos lograron su cometido y su colisión luchística consiguió gran audiencia, al punto de llenar el recinto por completo y ocasionar un sobrecupo. Ese día, Jalisco Jr. desenmascaró a Cien Caras.
En 1991, la EMLL fue renombrada a Consejo Mundial de Lucha Libre (CMLL), pero mantuvieron la propiedad de la arena. El 17 de marzo, el lugar debutó por primera vez un combate en jaula entre el estadounidense Gigante Kamala y Mil Máscaras, donde Máscaras salió victorioso. Durante 1992, la Arena registro grandes números de audiencia y venta de entradas por la rivalidad entre los luchadores Blue Panther y Love Machine.
El 17 de marzo de 2000, en Juicio Final, la Arena llevó a cabo su primer evento de pago; dicho programa contó con una lucha estelar de máscara contra máscara entre Atlantis y Villano III, en el que este último fue desenmascarado.

### 2013-presente: consagración
El 12 de septiembre de 2013, con motivo del 80 aniversario de la lucha libre profesional en México, el pórtico de la entrada principal de la Arena México fue conmemorado con un mural del artista plástico mexicano Miguel Valverde titulado, A 2 de 3 caídas.
El 8 de marzo de 2024, en el marco del día internacional de la mujer, la Arena y el CMLL hicieron historia al ser los primeros promotores de lucha libre en México en llevar a cabo funciones que solo incluyeron luchadoras en su cartelera. El 29 de marzo, la Arena consagró su internacionalización con la colaboración que el CMLL y la empresa estadounidense All Elite Wrestling (AEW) hicieron; talentos de ambas promociones luchísticas se enfrentaron en un encuentro durante el evento, Homenaje a Dos Leyendas. En junio, se demolió el túnel de la lucha libre, una pequeña atracción aledaña al lugar que se había establecido para celebrar el 90 aniversario del Consejo Mundial de Lucha Libre; su destrucción se debió al uso de vías públicas.